# 11697 Estrella
A 11697 Estrella (ideiglenes jelöléssel 1998 FX98) a Naprendszer kisbolygóövében található aszteroida. A LINEAR projekt keretében fedezték fel 1998. március 31-én.